# Дворец спорта (Тюмень)
Спорткомплекс «Дворец спорта» (так же Дворец спорта «Рубин») — ледовая арена в Тюмени, домашняя площадка хоккейного клуба «Рубин», МХК «Тюменский легион». До 1992 года именовался «Дворец спорта Профсоюзов». Вместимость 3 350 зрителей.

## История
Строительство дворца спорта с искусственным льдом началось в 1983 году в рамках реконструкции открытой малой арены стадиона «Спартак» (впоследствии переименованного в «Геолог»). Строительство осуществлялось СМУ-17 треста «Тюменьстрой», заказчиком являлся тюменский областной совет ВДФСО профсоюзов. В процессе строительства сроки сдачи арены подрядчиком постоянно переносились: так первоначально предполагалась его сдача в IV квартале 1987 года, позднее сроки открытия сдвинулись до весны 1988 года. В частности СМУ-17 и горисполком обещали сдать объект в канун дня города (24 июля 1988 года). Пробные домашние игры «Рубина» состоялись в январе 1988 года, до официальной сдачи объекта, а поскольку в это время продолжались отделочные работы то матчи прошли без зрителей. В таком же формате проводились и первые матчи постоянной основе (с октября 1988 года).
30 ноября 1988 года состоялось открытие Дворца спорта. В этот же день состоялся матч чемпионата СССР по хоккею между Рубином и Металлургом. Открытие дворца спорта позволило хоккейному клубу Рубин выступать в Тюмени на постоянной основе (ранее все домашние матчи Рубин проводил в Свердловске, кроме зимнего периода, когда клуб играл на открытой площадке стадиона «Юность»). С 1989 года на арене стало возможным проводить прямые телетрансляции.
В 2017 году были анонсированы планы по модернизации арены, в частности планируется увеличение вместительности арены до 7000. Руководство ХК Рубин решило отказаться от строительства новой арены в связи с дороговизной проекта.